# Kutuluk
Il Kutuluk (in russo Кутулук?) è un fiume della Russia europea centrale, affluente di sinistra del Bol'šoj Kinel' (bacino del Volga). Scorre nell'oblast' di Samara e di Orenburg.

## Descrizione
Il fiume ha origine da una collina dell'Obščij Syrt, 2 km a ovest del villaggio di Bulgakovo, nell'estremo ovest della regione di Orenburg. La direzione generale della corrente è occidentale, nell'ultima parte gire verso nord-ovest. Sfocia nel Bol'šoj Kinel' a 68 km dalla sua foce, a sud di Timaševo. Il fiume ha una lunghezza di 144 km, l'area del suo bacino è di 1 340 km². Nella parte centrale del fiume, c'è il bacino idrico di Kutuluk.